# جب الصفا (حلب)
جب الصفا قرية سوريّة تتبع إداريّاً لمحافظة حلب منطقة دير حافر ناحية كويرس شرقي، بلغ تعداد سكانها 1,044 نسمة حسب التعداد السكاني لعام 2004.